# Alaus vollenhoveni
Alaus vollenhoveni is een keversoort uit de familie kniptorren (Elateridae). De wetenschappelijke naam van de soort is voor het eerst geldig gepubliceerd in 1865 door Ernest Candèze. Hij vernoemde de soort naar de Nederlandse entomoloog Samuel Constantinus Snellen van Vollenhoven, de conservator van het Nationaal Natuurhistorisch Museum te Leiden, waar een specimen in de collectie werd bewaard. Het was afkomstig uit Celebes.